# Walter Olmos
Walter Alberto César Olmos Gómez (San Fernando del Valle de Catamarca, 21 de abril de 1982 - Ciudad de Buenos Aires, 8 de septiembre de 2002) fue un cantante argentino de cuarteto. 
Fue uno de los artistas más importantes del género a principios de los años 2000 y era considerado como el sucesor de Rodrigo Bueno, con quien debutó profesionalmente y lo apadrino en sus primeros años, hasta su muerte, en junio de 2000. Su carrera duró casi dos años, en los que llenó estadios, fue superventas en Argentina y pisó los más grandes escenarios, no solo de su país, también hizo shows en Chile, Bolivia, Uruguay y Paraguay hasta su muerte en 2002.

## Biografía
Proveniente de una familia carenciada, fue el primogénito de nueve hermanos y su madre lo tuvo a los quince años.
De niño debió trabajar como limpiabotas y cometió algunos hurtos de comida, por esto, a sus 13 años, Walter fue internado en un reformatorio. En el Instituto Correccional de Menores escuchó a La Mona Jiménez y decidió que al recuperar su libertad cantaría profesionalmente.
El 20 de abril de 2002, a un día de cumplir 20 años, protagonizó un accidente con su camioneta 4x4 en las calles de su ciudad natal, donde volcó el vehículo y se incrustó en una casa. Sufrió traumatismo de cráneo y estuvo internado en terapia intensiva, salvando su vida de milagro.
Tiempo después, debutó como futbolista profesional en la Liga Catamarqueña de Fútbol. Por ese entonces su popularidad era masiva, siendo recordada, al igual que Rodrigo, también por sus participaciones en el recordado programa de humor y entretención Videomatch, que fue conducido y producido por el conductor, dirigente deportivo y  empresario Marcelo Tinelli.

## Carrera
Inició cantando en 1998 a los 16 años, en una banda pequeña donde su salario era comida. Su talento le permitió ser contratado por el grupo «Los Bingos», donde logró ascender rápidamente en popularidad.

### Apadrinazgo de Rodrigo
Una noche en una discoteca de Catamarca, Rodrigo aguardaba para subir al escenario y escuchó la canción «Para sentirme vivo», confundiéndolo con otro cantante, La Mona Jiménez. Luego de su presentación, lo visitó a su casa y lo simpatizó de inmediato.
Walter, al cumplir la promesa a su madre de comprarle ropa para el viaje, se lo llevó a Buenos Aires y realizó varios shows en bailantas de Capital Federal y la Costa Atlántica. Con el tema Por lo que yo te quiero (original de Chema Purón, cantautor, compositor y productor español), Walter hizo la mejor versión (tomando la adaptación de La Mona Jiménez del tema original de Chema Purón) y se hizo conocido en todo el país.
Fallecido el mejor amigo de Rodrigo, su pianista Alejandro Biasco, Walter ocupó ese lugar y su interpretación de «Por lo que yo te quiero» fue incluida en el álbum de Rodrigo «A 2000». Tras el fallecimiento del cordobés en junio de 2000, Olmos lamentó no haber conducido la camioneta de Rodrigo esa noche y no asistió a los homenajes, debido a que los consideró «un negocio de las discográficas».

### Consagración
De aquel tema y de su primer trabajo llamado A pura sangre, Olmos logró vender en pocas semanas la cifra de 150.000 discos, algo inusual en un cantante de cuarteto. Por este motivo y otros fue apodado como La locomotora catamarqueña.
Ya consagrado como cantante, Walter editó sus otros dos discos, los cuales fueron un éxito, quedando así como uno de los pocos exponentes de la movida tropical, ya que dos años antes había fallecido Rodrigo y él era considerado su sucesor. Se presentó en el estadio Luna Park a lleno total, cantó y tenía contratada presentaciones en todas las provincias.

### Fallecimiento
La madrugada del 8 de septiembre de 2002, Walter junto a sus músicos estaba cenando pizza en su cuarto de hotel, pretendía llamar a su familia y ducharse porque tenía programadas tres presentaciones esa noche. Mientras esperaba, en un confuso episodio, jugaba con una pistola Bersa calibre 22 cargada con una bala de calibre 38, la misma se fue desgastando de las reiteradas veces que gatilló y la bala se disparó; el proyectil impactó en su sien y falleció instantáneamente. Su muerte fue catalogada como "accidente fatal". Su cuerpo descansa en un mausoleo en el cementerio municipal de su ciudad natal San Fernando del Valle de Catamarca.

## Discografía
| Álbum                 | Año  | Discográfica |
| --------------------- | ---- | ------------ |
| A pura sangre         | 2000 | Leader Music |
| De Catamarca al mundo | 2001 | Leader Music |
| La Locomotora         | 2001 | Leader Music |
| 20 Grandes Éxitos     | 2007 | Leader Music |